# Tania Heber
Tania Heber est une tireuse sportive allemande.

## Palmarès
Tania Heber a remporté l'épreuve Minié (réplique) aux championnats du monde MLAIC organisés en 2004 à Batesville  aux États-Unis  .